# Birdcage Walk
Birdcage Walk (lit. promenade des volières) est une rue de Londres, dans la Cité de Westminster.

## Situation et accès
Dans la continuité de Great George Street, d'est en ouest, elle mène du croisement avec Horse Guards Road et Storey's Gate où se situe à l'angle le bâtiment du Trésor de Sa Majesté (ministère de l'Économie et des Finances britannique) jusqu'à un autre carrefour avec la Buckingham Gate à l'angle du palais de Buckingham. À droite s'étend St. James's Park, alors qu'à gauche, on trouve le dos des bâtiments situés sur Old Queen Street, Queen Anne's Gate et Petty France, à l'extrémité ouest, les Wellington Barracks, caserne de la Brigade of Guards, régiments d'infanterie.
Le quartier est desservi par les lignes  Circle  District à la station St. James's Park.

## Origine du nom

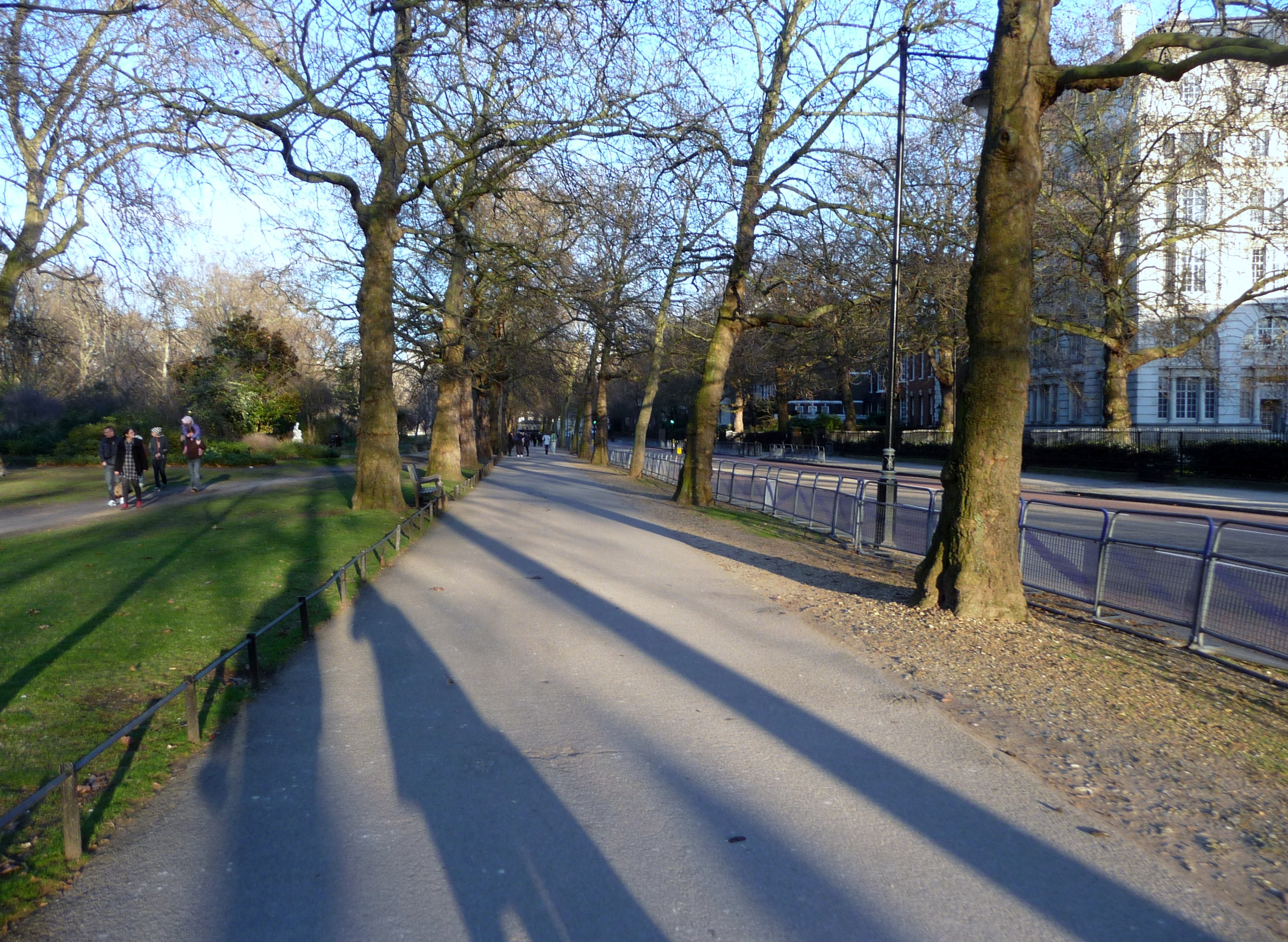
Birdcage Walk en 2010.

Cette rue est ainsi appelée en raison des volières royales qui y étaient situées sous le règne de James I. Le roi Charles II les développa lors de l'aménagement du parc en 1660. Samuel Pepys et John Evelyn ont raconté, dans leurs journaux, avoir visité ces volières,.
Storey's Gate, ou la porte de Storey, porte le nom d'Edward Storey, gardien des oiseaux du Roi à l'époque de Samuel Pepys. À l'origine cette porte était à l'extrême est de Birdcage Walk : aujourd'hui, le nom s'applique à une autre rue, celle située à l'extrême est de l'abbaye de Westminster, rue autrefois appelée Prince's Street.

## Historique
Avant 1828, date de son ouverture au public, seuls la famille royale et le duc de St Albans (grand fauconnier royal) étaient autorisés à emprunter cette rue.
Au milieu du XIXe siècle, Birdcage Walk avait la réputation d'être le lieu de rencontres des homosexuels.
En 1903, un nouveau rond-point fut construit à l'extrémité ouest.

## Dans les arts
Birdcage Walk est également le nom d'une marche composée par Arnold Steck en 1951.

## Divers
Une rue de Bethnal Green fut également appelée Birdcage Walk, elle est maintenant dénommée Columbia Road.
Voir le plan ci-contre 